# Ústředna pro židovské vystěhovalectví
Ústředna pro židovské vystěhovalectví (německy Zentralstelle für jüdische Auswanderung) bylo několik nacistických institucí, které založil Adolf Eichmann 20. srpna 1938 ve Vídni a 21. července 1939 v Praze. Ústředna měla v kompetenci veškeré záležitosti týkající se Židů a jejím hlavním cílem bylo zprvu vystěhování Židů. Po vytvoření plánu „konečného řešení židovské otázky“ byla česká Ústředna pod novým jménem Ústřední úřad pro uspořádání židovské otázky v Čechách a na Moravě (německy Zentralamt für die Regelung der Judenfrage in Böhmen und Mähren) pověřena naplňováním tohoto plánu.

## Organizace
Zřizovatel a nejvyšší autorita Ústředny Adolf Eichmann byl vedoucím oddělení IV B 4 Hlavního říšského bezpečnostního úřadu (Reichssicherheitshauptamt), které mělo na starosti židovskou otázku. Českou Ústřednu zprvu vedl Walter Stahlecker, jehož však brzy nahradil Hans Günther. Základní strategie Ústředny spočívala v tom, že přinutila vídeňskou a pražskou židovskou obec ke spolupráci a pak je pověřovala realizací nacistických nařízení.
Pod českou Ústřednu spadal také Vystěhovalecký fond pro Čechy a Moravu (podobně jako ve Vídni), který spravoval majetek Ústředny a později také prováděl likvidaci majetku deportovaných Židů. Z prostředků fondů byla také financována realizace šoa, část zabaveného majetku také posloužila nacistickým pohlavárům k sebeobohacení.